# جاكي ساندلر
جاكي ساندلر (بالإنجليزية: Jackie Sandler)‏ (و. 1974  م) هي عارضة، وممثلة تلفزيونية، وممثلة أفلام أمريكية، ولدت في كورال سبرنغز، بدأت مشوارها المهني سنة 1999.

## التعليم
تعلمت في مدرسة تيش العليا للفنون.

## وصلات خارجية
- جاكي ساندلر على موقع IMDb (الإنجليزية)
- جاكي ساندلر على موقع روتن توميتوز (الإنجليزية)
- جاكي ساندلر على موقع ألو سيني (الفرنسية)
- جاكي ساندلر على موقع أول موفي (الإنجليزية)
- جاكي ساندلر على موقع قاعدة بيانات الأفلام السويدية (السويدية)
- جاكي ساندلر على موقع قاعدة بيانات الفيلم (الإنجليزية)
- جاكي ساندلر على موقع كينوبويسك (الروسية)